# واوونینپریکولم
واوونینپریکولم (به لاتین: Vavuniyanperiyakulam) یک منطقهٔ مسکونی در سری‌لانکا است که در استان شمالی (سری‌لانکا) واقع شده‌است.